# Albert Luque
Albert Marcos Luque (* 11. März 1978 in Terrassa) ist ein ehemaliger spanischer Fußballspieler. Er ist Linksfuß und 1,83 m groß.

## Karriere

### Verein
Der linke Außenstürmer spielte bis 2003 beim spanischen Club RCD Mallorca, war aber von 1999 bis 2000 an den FC Málaga ausgeliehen. Sein Weg führte ihn über Deportivo La Coruña (2003–2005) nach Großbritannien zu Newcastle United. Bis 2007 blieb Luque bei Newcastle und wechselte dann zu Ajax Amsterdam. Im Jahr 2008 wurde er erneut für eine Saison an den FC Málaga verliehen. Sein Jugendverein bis 1998 war der FC Barcelona.

### Nationalmannschaft
Luque war von 2002 bis 2005 Nationalspieler von Spanien. Er erzielte in der Zeit 2 Tore. 2000 nahm er an den Olympischen Sommerspielen in Australien teil.

### Sportdirektor
Seit Januar 2023 ist er Sportdirektor der spanischen Fußballnationalmannschaft.